# ودي جنسن
ودي جنسن (بالإنجليزية: Woody Jensen)‏ هو لاعب كرة قاعدة أمريكي، ولد في 11 أغسطس 1907 في بريميرتون في الولايات المتحدة، وتوفي في 5 أكتوبر 2001 في ويتشيتا في الولايات المتحدة.